# Браткову
Браткову (рум. Bratcovu) — село у повіті Телеорман в Румунії. Входить до складу комуни Стежару.
Село розташоване на відстані 102 км на захід від Бухареста, 42 км на північний захід від Александрії, 86 км на схід від Крайови.

## Населення
За даними перепису населення 2002 року у селі проживали 199 осіб, усі — румуни. Усі жителі села рідною мовою назвали румунську.